# Mario Baroni
Mario Baroni, nacido el 11 de marzo de 1927 en Scarperia y fallecido el 1 de agosto de 1994 en Figline Valdarno, fue un ciclista italiano, profesional entre 1949 y 1958, cuyo mayor éxito deportivo lo obtuvo en la Vuelta a España donde conseguiría una victoria de etapa en la edición de 1957. En este mismo año también ganó una etapa en el Giro de Italia.

## Palmarés
1956 
- 1 etapa en la Vuelta a los Países Bajos

1957
- 1 etapa en la Vuelta a España
- 1 etapa en el Giro de Italia

1958
- 1 etapa de la Roma-Nápoles-Roma